# Foued Mohamed-Aggad
Foued Mohamed-Aggad (* 18. September 1992 in Wissembourg; † 14. November 2015 in Paris) war ein französischer islamistischer Terrorist, getötet bei den Terroranschlägen am 13. November 2015 in Paris.

## Leben
Er wurde als Sohn eines algerischen Vaters und einer marokkanischen Mutter geboren. Beide Eltern waren Arbeiter. Nach ihrer Scheidung zieht die Mutter ihre vier Kinder allein groß. Nach der Schule übernimmt er Hilfsarbeiten in den Bereichen Schlosserei, Gastronomie und als Lagerist. Nach seinem Studium an einer technischen Hochschule versuchte er vergeblich, die Aufnahmeprüfung für die Polizei abzulegen und in die Armee einzutreten.
Als Kind wenig religiös, interessierte er sich ab 2012 vermehrt für den Islam und besuchte regelmäßig die örtliche Moschee.  2013 verließ er zusammen mit seinem älteren Bruder Karim und weiteren Männern aus Straßburg Frankreich und reiste nach Syrien, um sich der Terrororganisation Islamischer Staat (IS) anzuschließen. Die Gruppe wurde in der Nähe von Aleppo in Kämpfe verwickelt, zwei Mitglieder starben. Anfang 2014 verließ die Gruppe Syrien, um nach Frankreich zurückzukehren, nur Foued blieb zurück. Er wohnte in asch-Schaddadi und heiratete eine Französin, die sich auch dem IS angeschlossen hatte. Mit ihr hatte er ein Kind. Nach Kämpfen im Herbst 2014 beschloss er, nach Frankreich zurückzukehren. Dies gelang ihm, ohne dass er festgenommen wurde. Er war zu diesem Zeitpunkt schon als Terrorist verdächtig.
Zusammen mit zwei anderen überfiel er am 13. November 2015 das Bataclan, eine Konzertbühne in Paris. Andere Kommandos überfielen zur selben Zeit andere Orte in Paris. Die Gruppe im Bataclan tötete 90 Zuschauer und verbarrikadierte sich im Gebäude. Nachdem die Polizei das Gebäude gestürmt hatte, sprengte sich einer der Terroristen in die Luft, die beiden anderen wurden ebenfalls durch die Explosion getötet. Zunächst war die Beteiligung von Foued nicht bekannt, erst durch eine abgefangene SMS seiner Frau wurden die Überreste untersucht und er wurde durch einen DNA-Vergleich identifiziert.
2022 wurde seine Mutter zu vier Jahren Haft verurteilt, weil sie für eine Terrororganisation Geld gesammelt hatte. 2024 wurde sie aus Frankreich nach Marokko ausgewiesen.
2023 wurde sein Bruder Karim wegen Terrorismus aus Frankreich ausgebürgert, nachdem er neun Jahre Haft verbüßt hatte. Allerdings weigern sich sowohl Algerien als auch Marokko, die Herkunftsstaaten seines Vaters bzw. seiner Mutter, ihn einreisen zu lassen.